# Aleksandra Petrović
Aleksandra Petrović (Novi Sad, 1º luglio 1987) è una pallavolista serba.
Gioca nel ruolo di centrale nell'Ub.

## Carriera
La carriera di Aleksandra Petrović inizia nel 2005, tra le file dello Jedinstvo Užice, in cui rimane per quattro stagioni vincendo un campionato serbo-montenegrino; nel 2007 esordisce nella nazionale serba, disputando il Montreux Volley Masters. Nella stagione 2007-08 viene ingaggiata dal Poštar in cui milita per due annate vincendo due scudetti e altrettante coppe di Serbia. Nel 2009, con la nazionale, vince l'oro all'European League.
Nella stagione 2009-10 viene ingaggiata dalla squadra svizzera del Voléro Zurigo (che nel 2011 cambia denominazione in Volero Zurigo), con cui vince tre scudetti, tre Coppe di Svizzera e altrettante supercoppe. Nella stagione 2012-13 si trasferisce in Turchia ingaggiata dall'Eczacıbaşı, col quale si aggiudica la Supercoppa turca; nel campionato successivo milita nella Divizia A1 rumena con lo Știința Bacău, con cui vince la coppa nazionale e lo scudetto.
Nel campionato 2014-15 approda nella Extraliga ceca, dove difende i colori del Královo Pole di Brno. Torna a giocare in patria nel campionato seguente, vestendo la maglia della Dinamo Pančevo. Nella stagione 2016-17 gioca nella Superliqa azera col Telekom Baku aggiudicandosi il titolo nazionale.
Torna nuovamente a disputare il massimo campionato serbo nell'annata 2018-19, ingaggiata dalla formazione neopromossa dell'Ub.

## Palmarès

### Club
- Campionato serbo-montenegrino: 1

2004-05
- Campionato serbo: 2

2007-08, 2008-09
- Campionato svizzero: 3

2009-10, 2010-11, 2011-12
- Campionato rumeno: 1

2013-14
- Campionato azero: 1

2016-17
- Coppa di Serbia: 2

2007-08, 2008-09
- Coppa di Svizzera: 3

2009-10, 2010-11, 2011-12
- Coppa di Romania: 1

2013-14
- Supercoppa svizzera: 3

2009, 2010, 2011
- Supercoppa turca: 1

2012

### Nazionale (competizioni minori)
- Campionato mondiale juniores 2005
- European League 2009

### Premi individuali
- 2009 - European League: Miglior attaccante